# Querschnittsbelastung

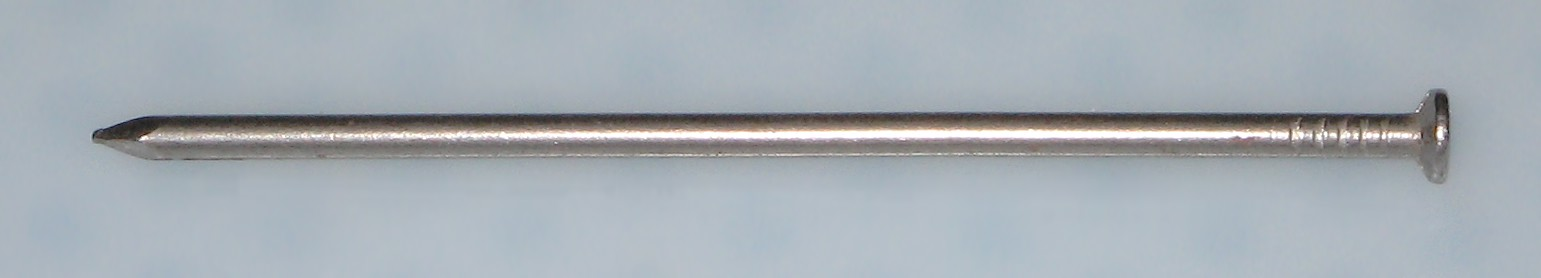
Ein Nagel hat eine hohe Querschnittsbelastung.

Die Querschnittsbelastung ist ein Wert, der sich aus der Gesamtmasse („Gewicht“) eines Körpers und seiner Querschnittsfläche ergibt.
Die Berechnungsformel lautet:
{\displaystyle {\text{Querschnittsbelastung}}={\frac {\text{Masse}}{\text{Querschnittsfläche}}}}
Der Wert kann in g/mm² oder kg/cm² errechnet und angegeben werden.

## Bedeutung in der Ballistik

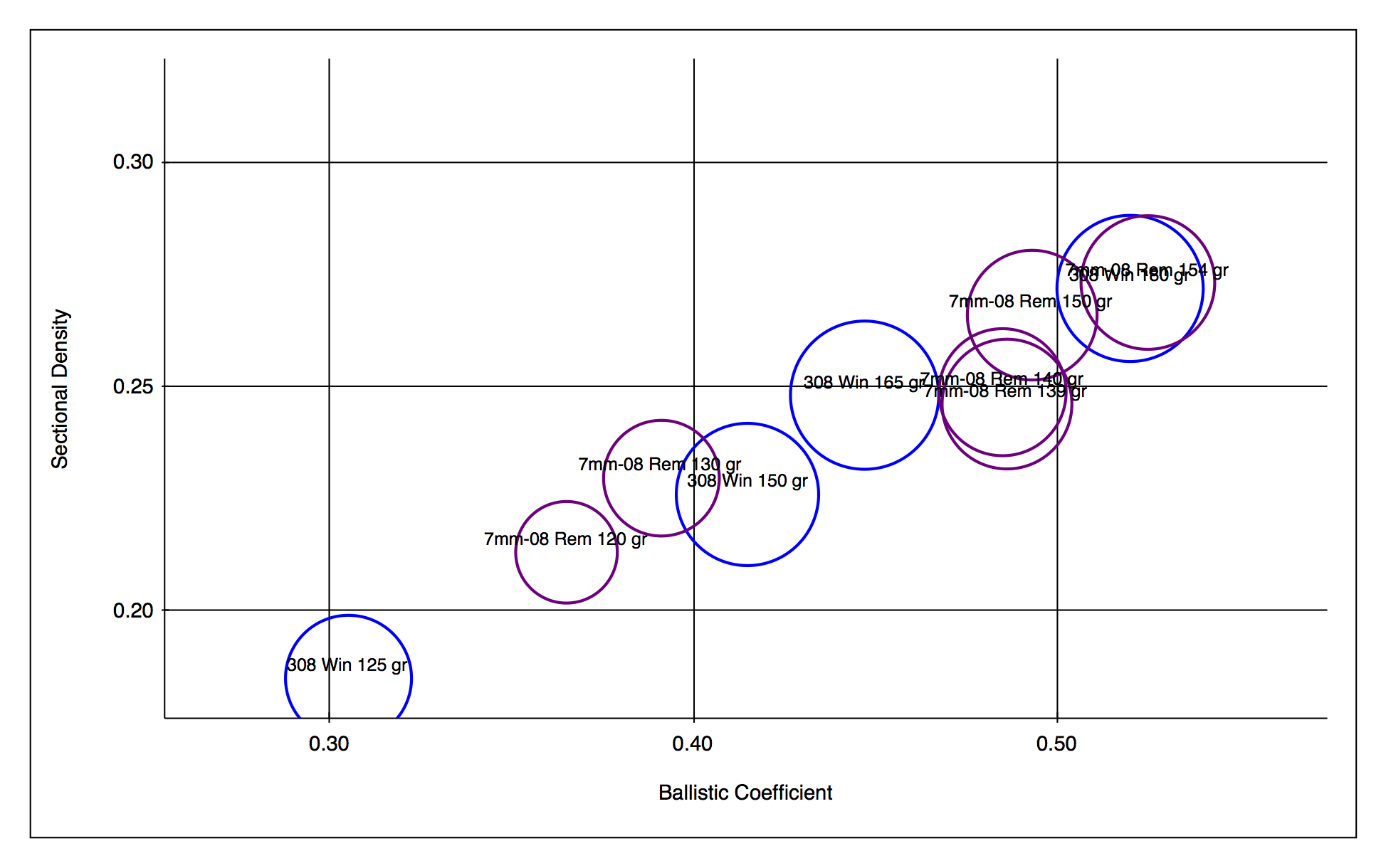
Die Querschnittsbelastung eines Geschosses korreliert mit dessen ballistischen Koeffizienten, einem Maß für die Überwindung des Luftwiderstands. Die Grafik zeigt Werte für Geschosse im Kaliber 7 mm-08 Remington und .308 Winchester.

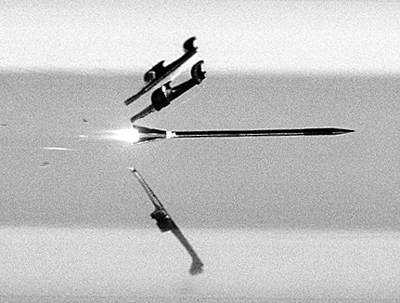
Ein APFSDS-Geschoss, dessen Treibspiegel sich kurz nach dem Verlassen des Laufes ablöst, wodurch sich die Querschnittsbelastung und damit die Durchschlagskraft erhöht. Die Verwendung von Materialien mit hoher Dichte – z. B. Wolframcarbid oder abgereichertes Uran – erhöht die Querschnittsbelastung zusätzlich.

Die Querschnittsbelastung eines Körpers spielt in der Ballistik eine große Rolle:
- Je niedriger der Wert, desto höher kann ein Geschoss durch das Treibmittel in einem Waffenlauf beschleunigt werden und desto mehr Energie kann es im Zielmedium umsetzen.
- Je höher der Wert, desto leichter durchdringt das Geschoss die Luft und das Zielmedium.

Diese gegensätzlichen Forderungen zu erfüllen, ist Aufgabe des Geschossherstellers und sehr schwierig. Lösungen sind möglich über Deformationsgeschosse, die ihren Querschnitt beim Auftreffen vergrößern, und auch über Treibspiegelgeschosse.

## Bedeutung im Bootsbau

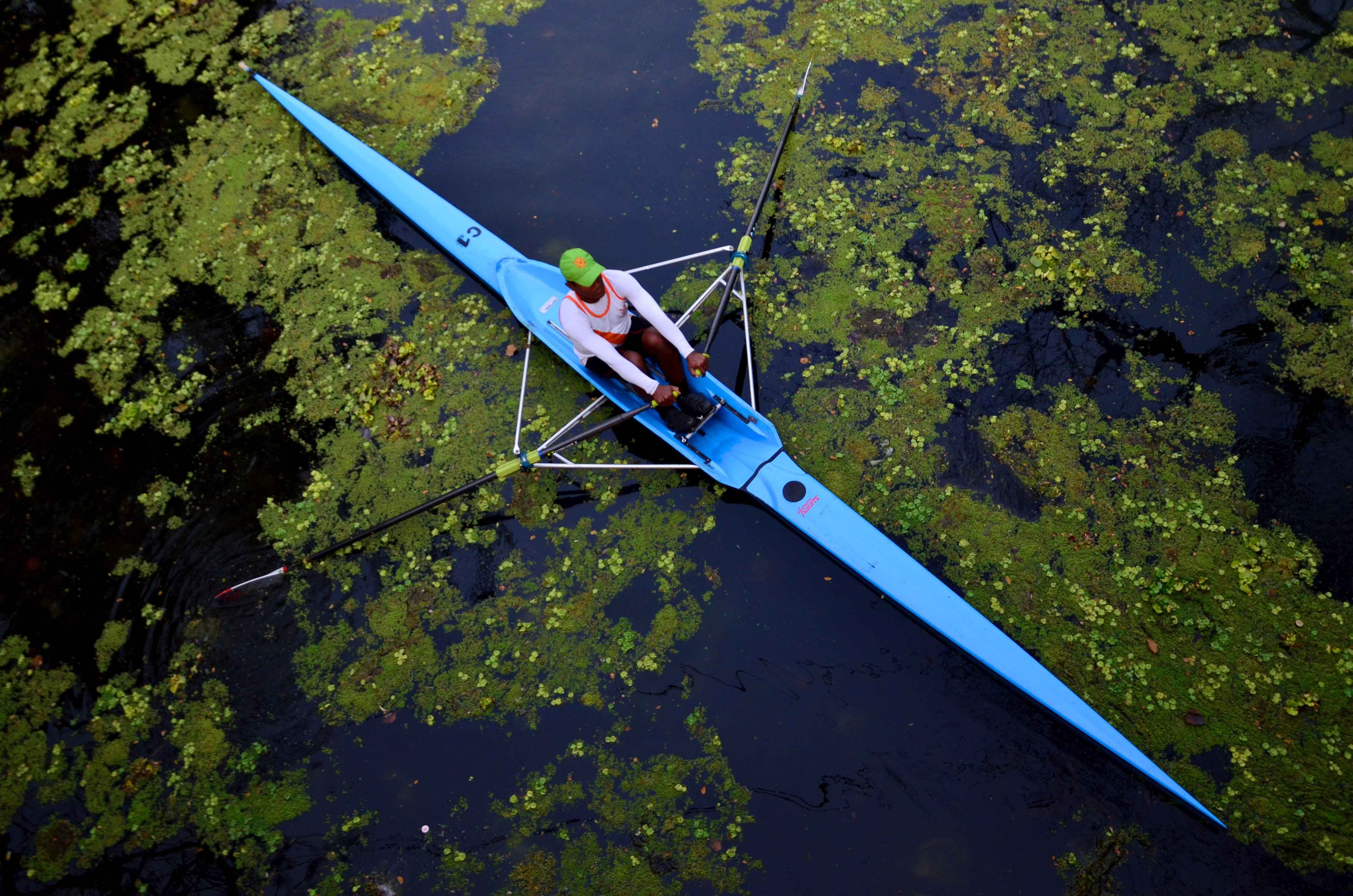
Einer mit schlankem Rumpf

Da ein Körper mit hoher Querschnittsbelastung ein sehr hohes Durchdringungsvermögen zeigt, wird diese Erscheinung überall dort angewandt, wo dies erwünscht wird: Rennboote z. B. weisen einen sehr schmalen und langen Rumpf auf. Aus dieser Form ergibt sich eine kleine Querschnittsfläche (schmaler Rumpf) bei hohem Gewicht (langer Rumpf). Der Rennbootfahrer sagt: „Länge läuft“.